# Михайлов, Алексей Иванович
Алексей Иванович Михайлов (2 июня 1936, село Ильинское, Ярославская область — 9 декабря 2000) — российский шахматист, гроссмейстер ИКЧФ (1983), судья всесоюзной категории (1978). Инженер-строитель.
Лучшие результаты в игре по переписке: 9-й чемпионат мира (1977—1982), 11-й чемпионат мира (1983—1989) — 2—3-е места; в составе команды Ленинграда победитель 5-го командного чемпионата СССР (1975—1978).
Выпускник Ленинградского института водных коммуникаций, ныне СПбГУВК.